# فرانک گورمن (غواص)
فرانک گورمن (انگلیسی: Frank Gorman؛ زادهٔ november ۱۱, ۱۹۳۷ (۸۷ سال)) ورزشکار ورزش شنا اهل ایالات متحده آمریکا است.
وی در مسابقات کشوری و بین‌المللی در مجموع برندهٔ ۱ مدال نقره شده‌است.